# Vibeke Hartkorn
Vibeke Hartkorn (født 16. juli 1965 i Aalborg) er en dansk journalist, forfatter, strategisk ledelses- og kommunikationsrådgiver, adm. Direktør, virksomhedsejer og bestyrelsesformand.
Vibeke Hartkorn var igennem 16 år en anerkendt journalist og senest prisbelønnet DR nyhedsvært på TV Avisen, og er i dag kommunikationsrådgiver og kommunikationstræner for danske og internationale topledelser. Rekrutteret til private og offentlige advisory boards og bestyrelser -bl.a. som bestyrelsesformand.

## Liv og karriere
Tidlige karriere
Tv-karriere i 16 år i journalistiske job som tv tilrettelægger, journalist, redaktør og nyhedsvært. Vibeke startede sin journalist karrierer i 1992 som journalistpraktikant ved Zig Zag redaktionen ved DR i Århus. Dette gjorde hun i forbindelse med sin uddannelse på Journalisthøjskolen. Mellem 1997-2001 var Vibeke nyhedsvært, journalist og nyhedsredaktør for TV Danmark Østjylland. Efterfølgende var hun fra 2001-2007 Nyhedsvært for TV Avisen ved DR. Vibeke er uddannet journalist og tv- og film tilrettelægger.
Vibeke blev kåret bedste nye tv-vært i 2001 (årlig national tv pris: Billedbladets TV Oscar, Aller Media) og bedste nyhedsvært i 2003 (vurdering fra kommunikationsfagligt panel i Billedbladet, Aller Media)
Kommunikation, strategi og ledelse
I 2007 skiftede Vibeke karrierer retning, og begyndte arbejdet som selvstændig kommunikationsrådgiver for hendes egne virksomhed Vibeke Hartkorn Kommunikation Aps. Efter etablering af egen kommunikationsrådgivning også udviklet i Danmark og USA som coach, til strategisk bestyrelsesarbejde samt indenfor virksomhedskommunikation og relations terapi.
Vibeke arbejder i som strategisk forretnings- og kommunikationsrådgiver, bestyrelsesmedlem og bestyrelsesformand, virksomhedsejer og adm. Direktør for sin egen virksomhed, EFT-terapeut, foredragsholder og moderator. Vibeke har skrevet 2 bøger om gennemslagskraft og 1 bog om lederkommunikation, og bidraget til andres bøger om forhandlingsteknik, jobglæde, samt karriere- og uddannelsesvalg i den teknologiske revolutions tidsalder.
Vibeke ejer en række konsulentvirksomheder, der alle har til formål at styrke mennesker til et godt liv, og forløse deres potentiale og de relationer de har privat og på arbejde. Det er www.greatrelations.dk , www.navigatemetoo.dk Arkiveret 22. december 2023 hos  Wayback Machine  samt www.hartkorncommunication.com
Vibeke Hartkorn er ligeledes uddannet EFT-terapeut. Vibeke har igennem 6 år fulgt Jette Simons Arkiveret 22. december 2023 hos  Wayback Machine EFT uddannelse i par- familie- og individuelt terapitræning, samt Jette Simons træning Dialogue First som er dialogmetoder målrettet erhvervsfolk.

## Privatliv
Født og opvokset i Hasseris, Aalborg i en familie, som arbejdede i hospitalssektoren som laborant og læge, tæt på bedsteforældre (byens politidirektør og aktiv i humanitære organisationer lokalt.) Hun er datter af en dansk mor og en nigeriansk far, som flyttede tilbage til Afrika.
I dag bor hun i København med sin mand gennem 18 år, Anders Ibsen. 

## Medieklip
- Artikel i Ekstrabladet "Ja, jeg glor på fede biler"
- Artikel i magasinet Appetize (Webside ikke længere tilgængelig)
- Artikel i Berlingske (Webside ikke længere tilgængelig)
- Vibeke Hartkorn i Klovn
- Artikler skrevet af Vibeke
- Vibeke Hartkorn medieprofil